# アイルランドの在外公館の一覧

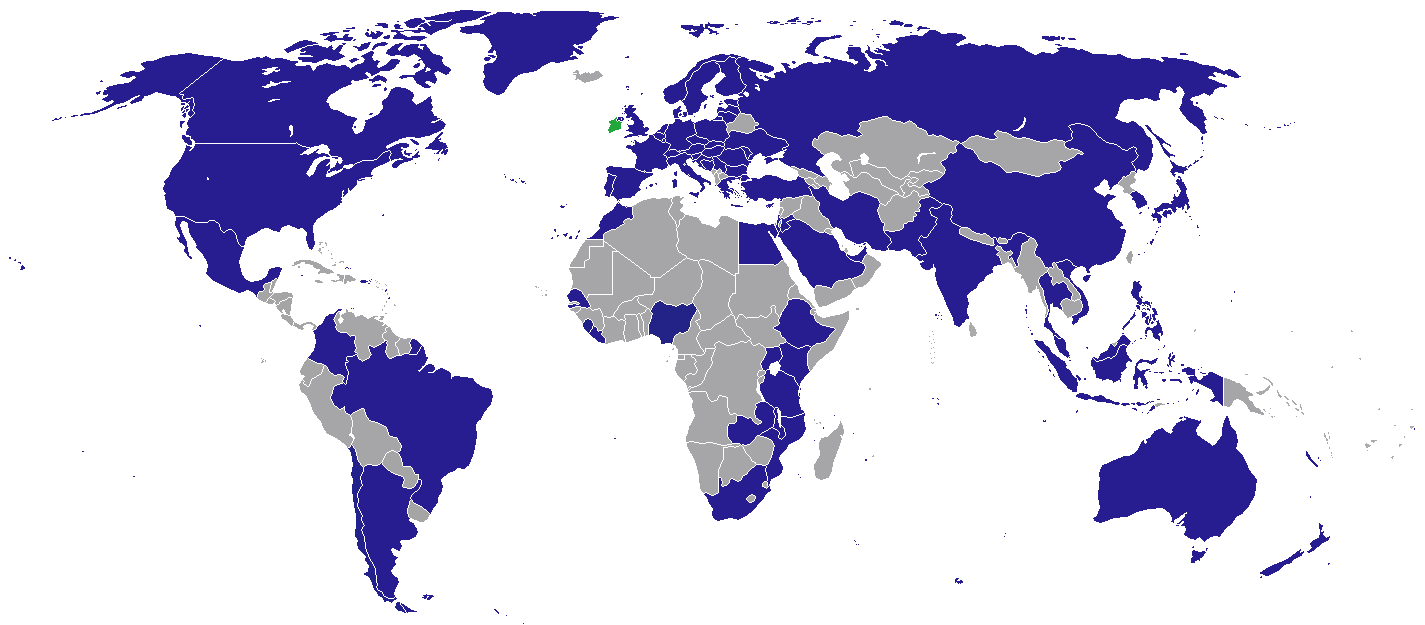
アイルランドの在外公館が設置されている国

アイルランドの在外公館一覧では、アイルランドが派遣している外交使節団（大使館、総領事館等）をあげる。
アイルランドは191ヶ国と外交関係を持っている。
二つの中国の問題では、中華人民共和国を正統な政府としており、中華民国（台湾）とは外交関係を持たない。

## アフリカ

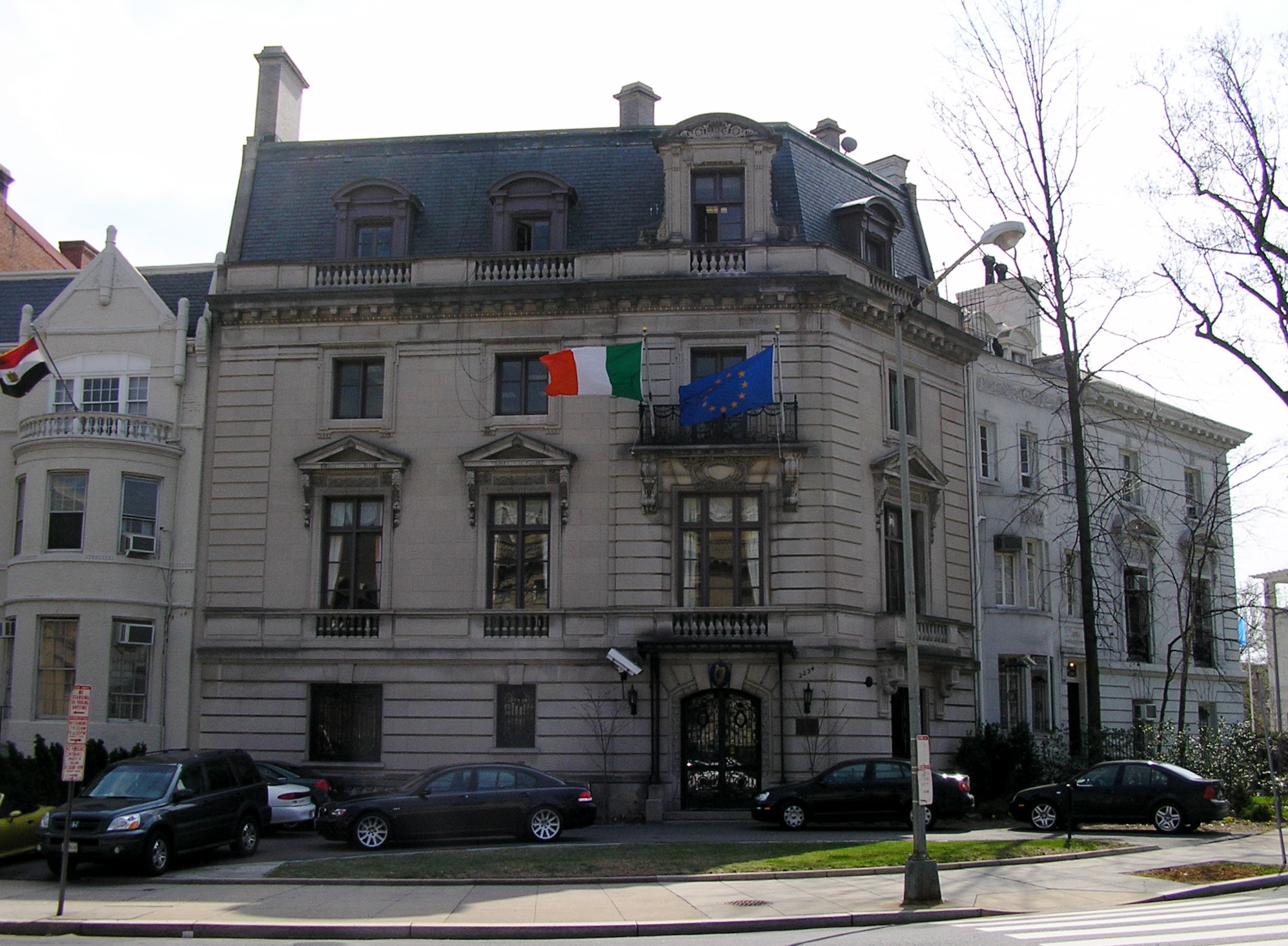
在アメリカ合衆国大使館(ワシントンD.C)

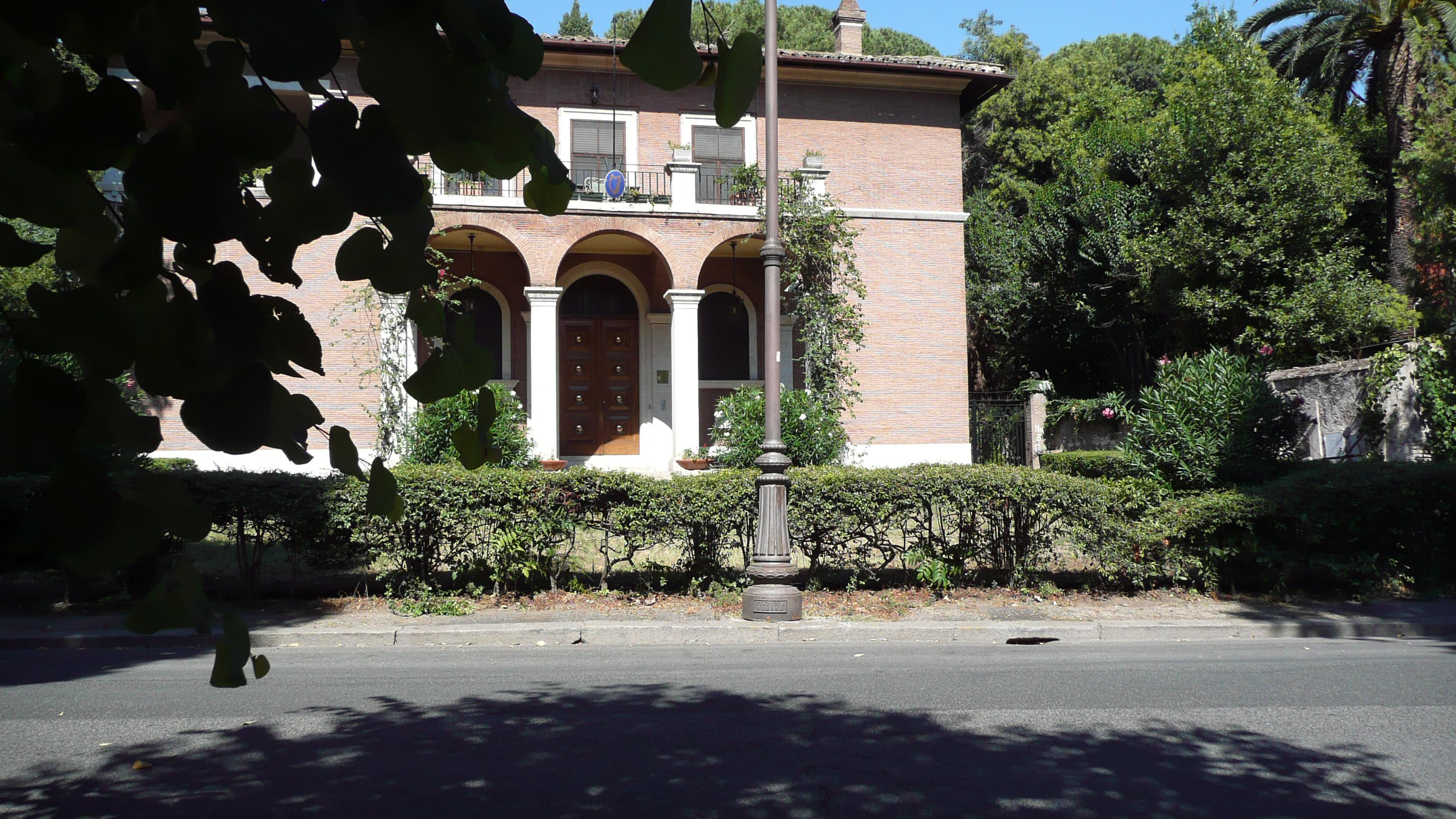
在イタリア共和国大使館(ローマ)

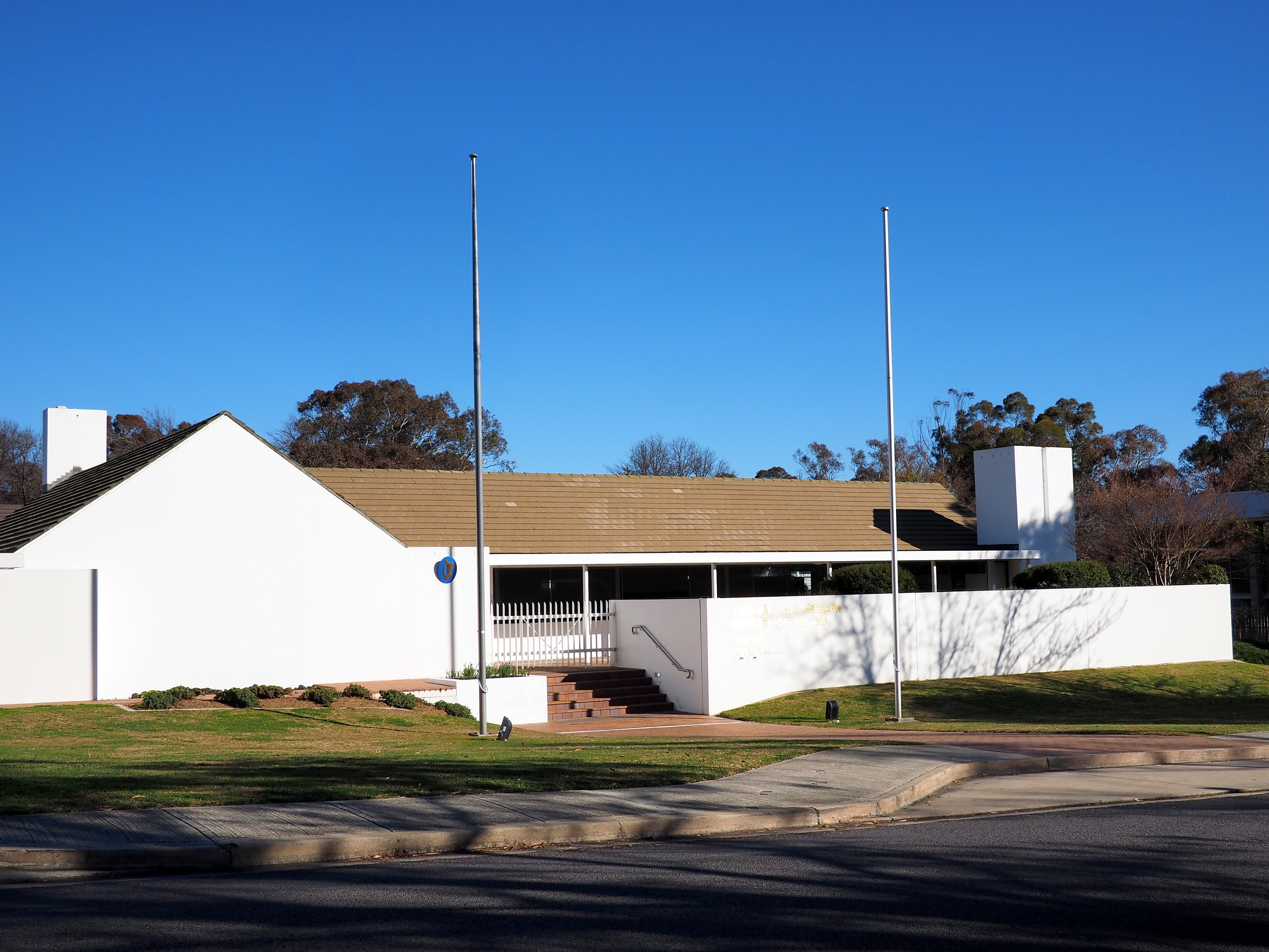
在オーストラリア大使館(キャンベラ)

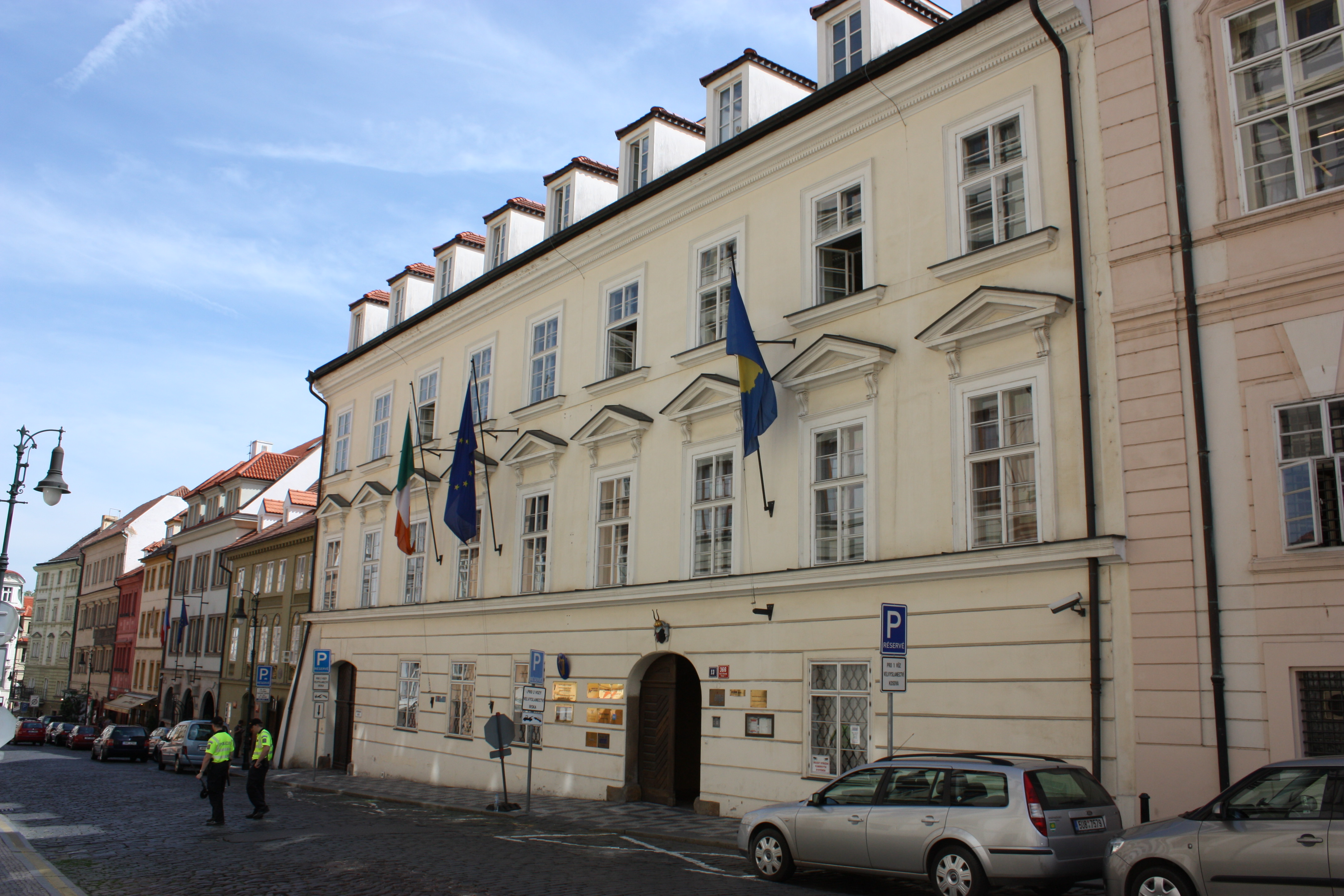
在チェコ共和国大使館(プラハ)

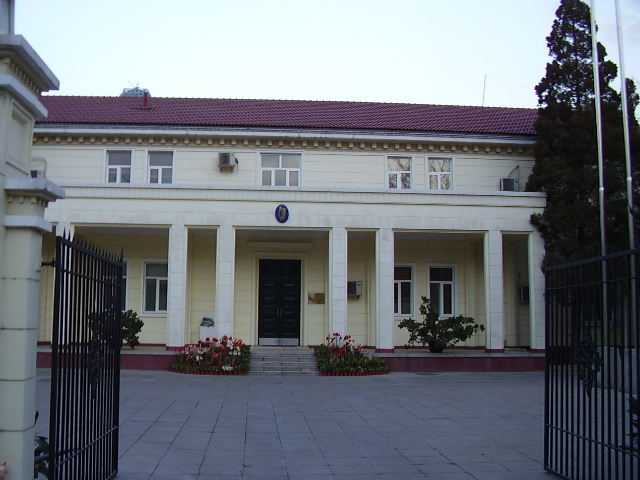
在中華人民共和国大使館(北京)

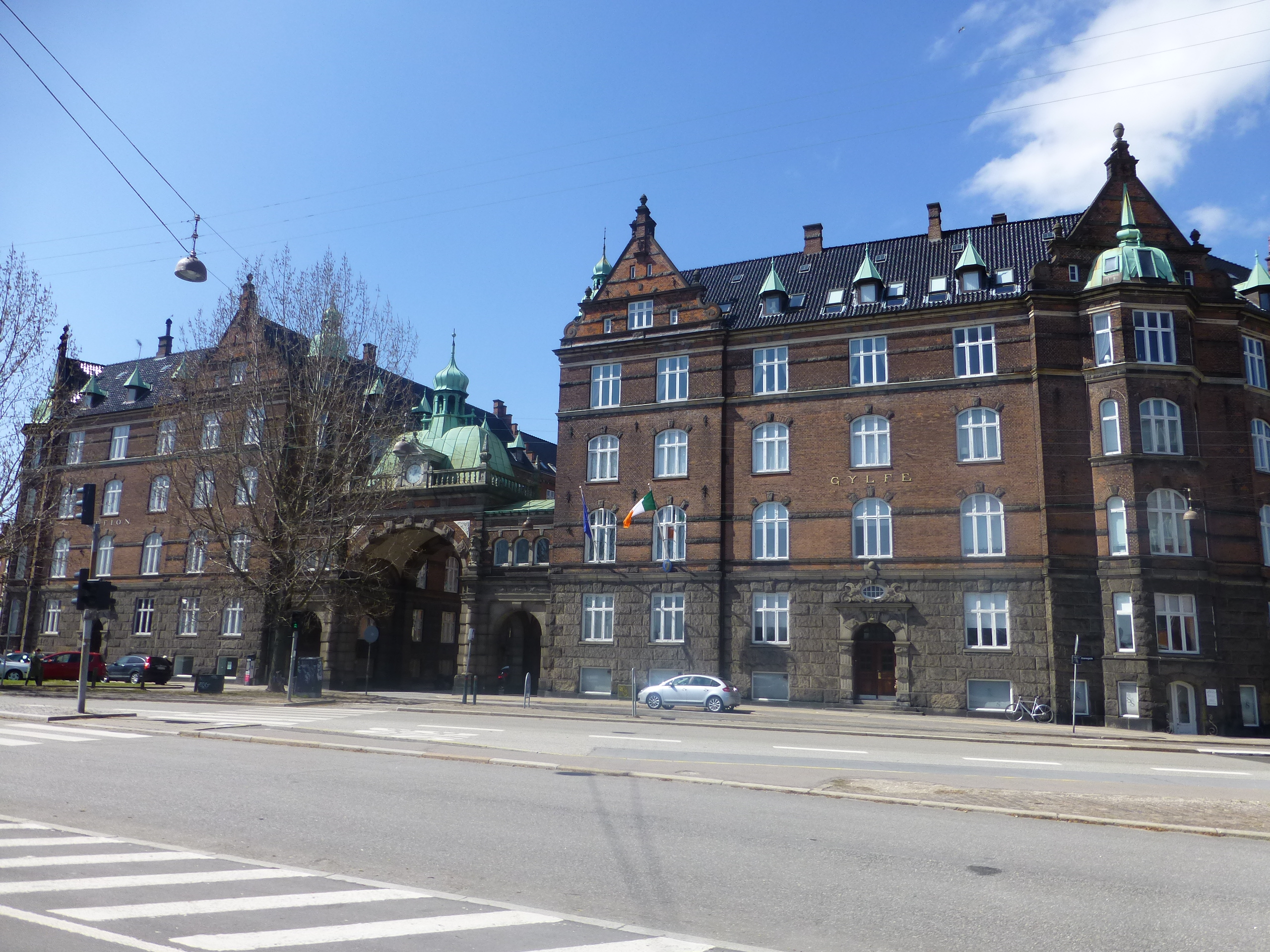
在デンマーク王国大使館(コペンハーゲン)

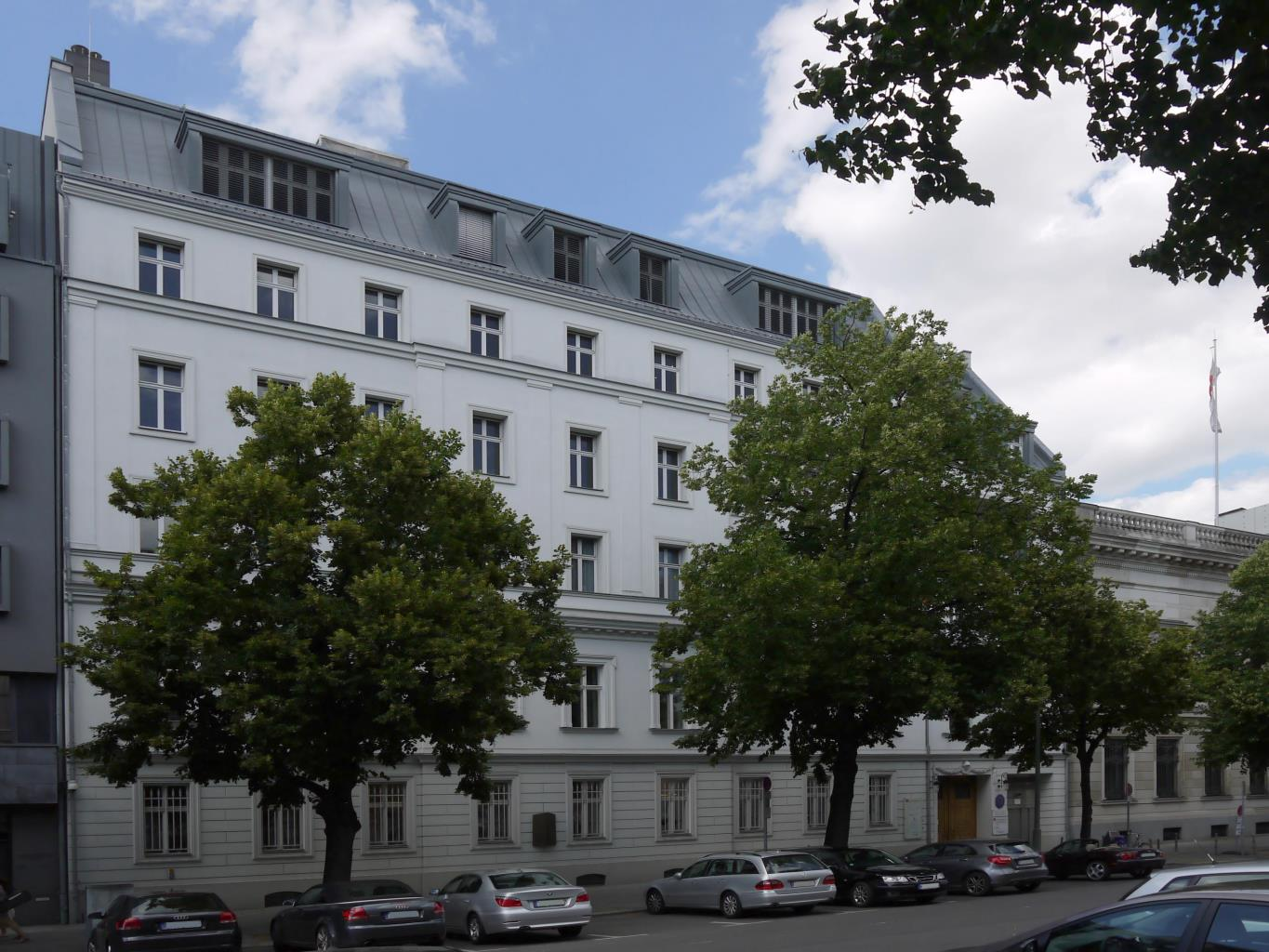
在ドイツ連邦共和国大使館(ベルリン)

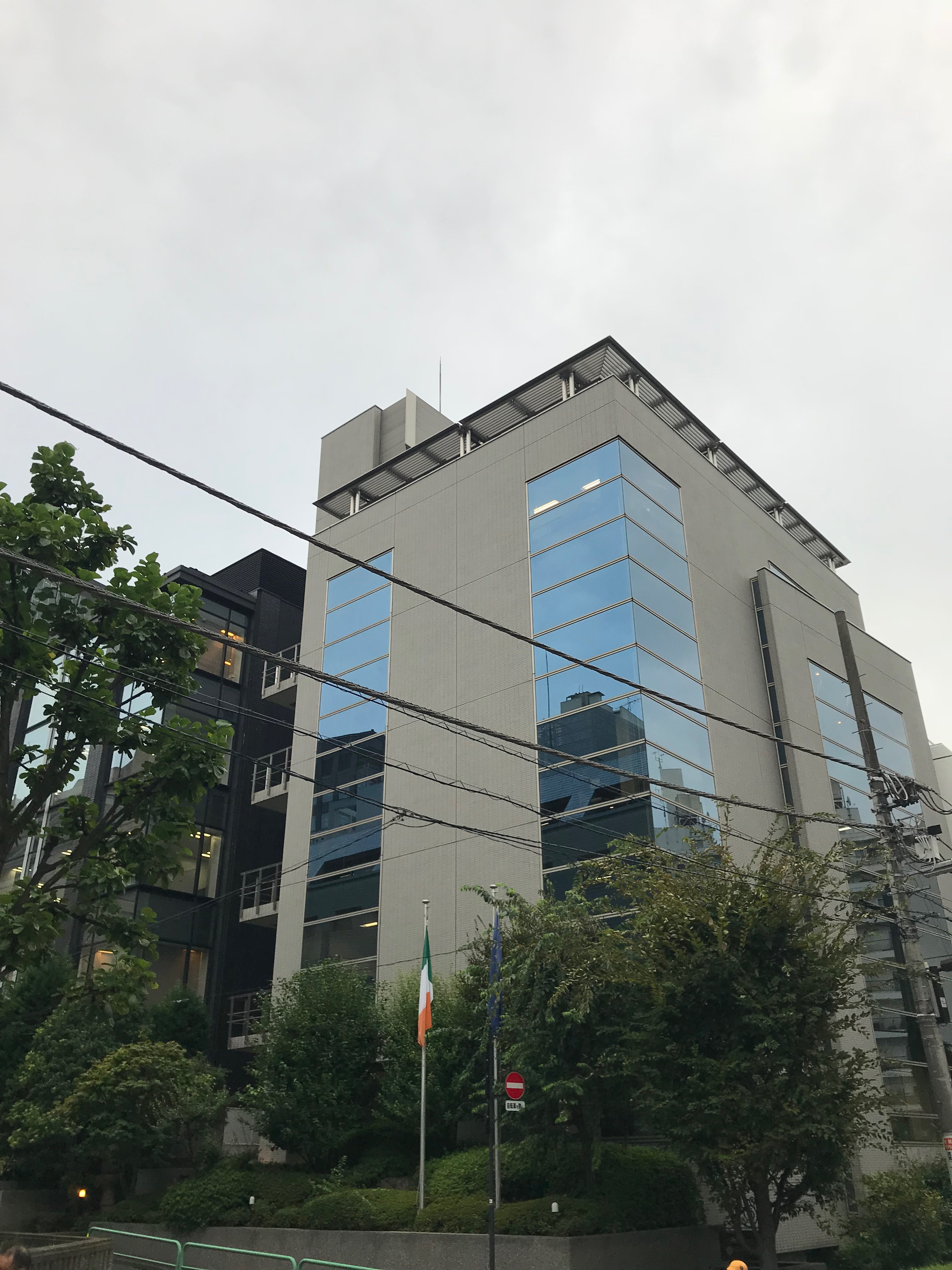
在日本国大使館(東京)

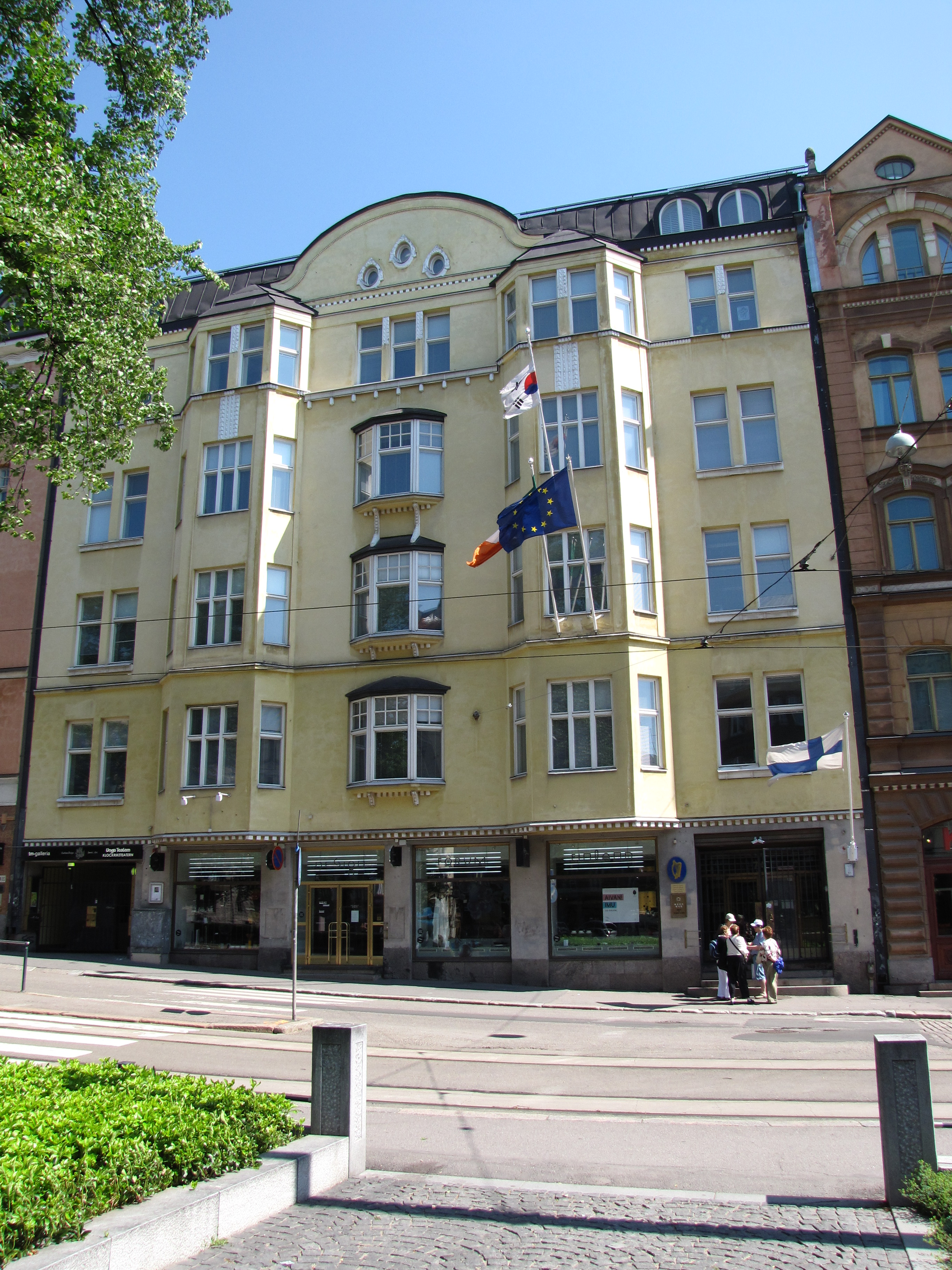
在フィンランド共和国大使館(ヘルシンキ)

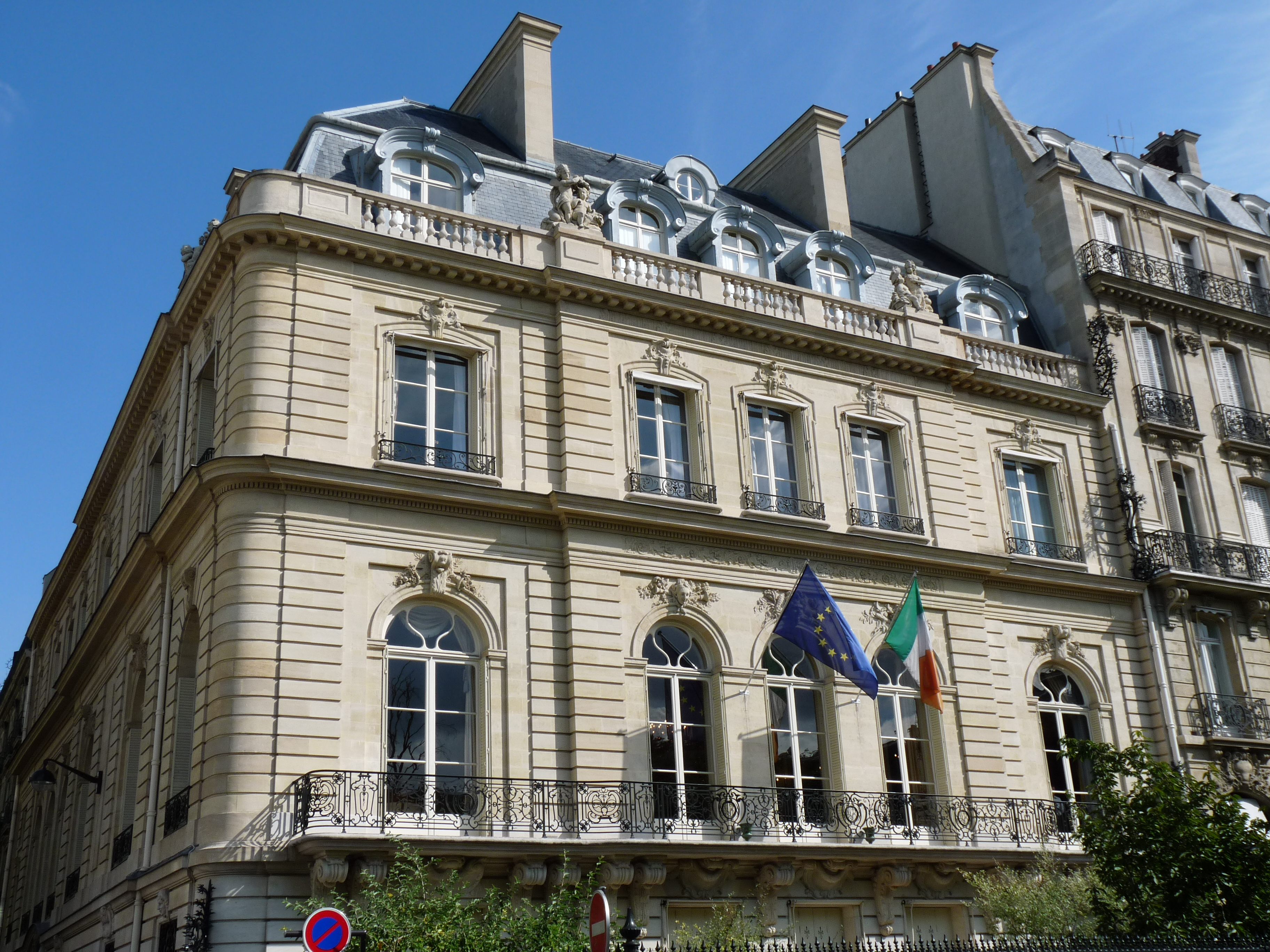
在フランス共和国大使館(パリ)

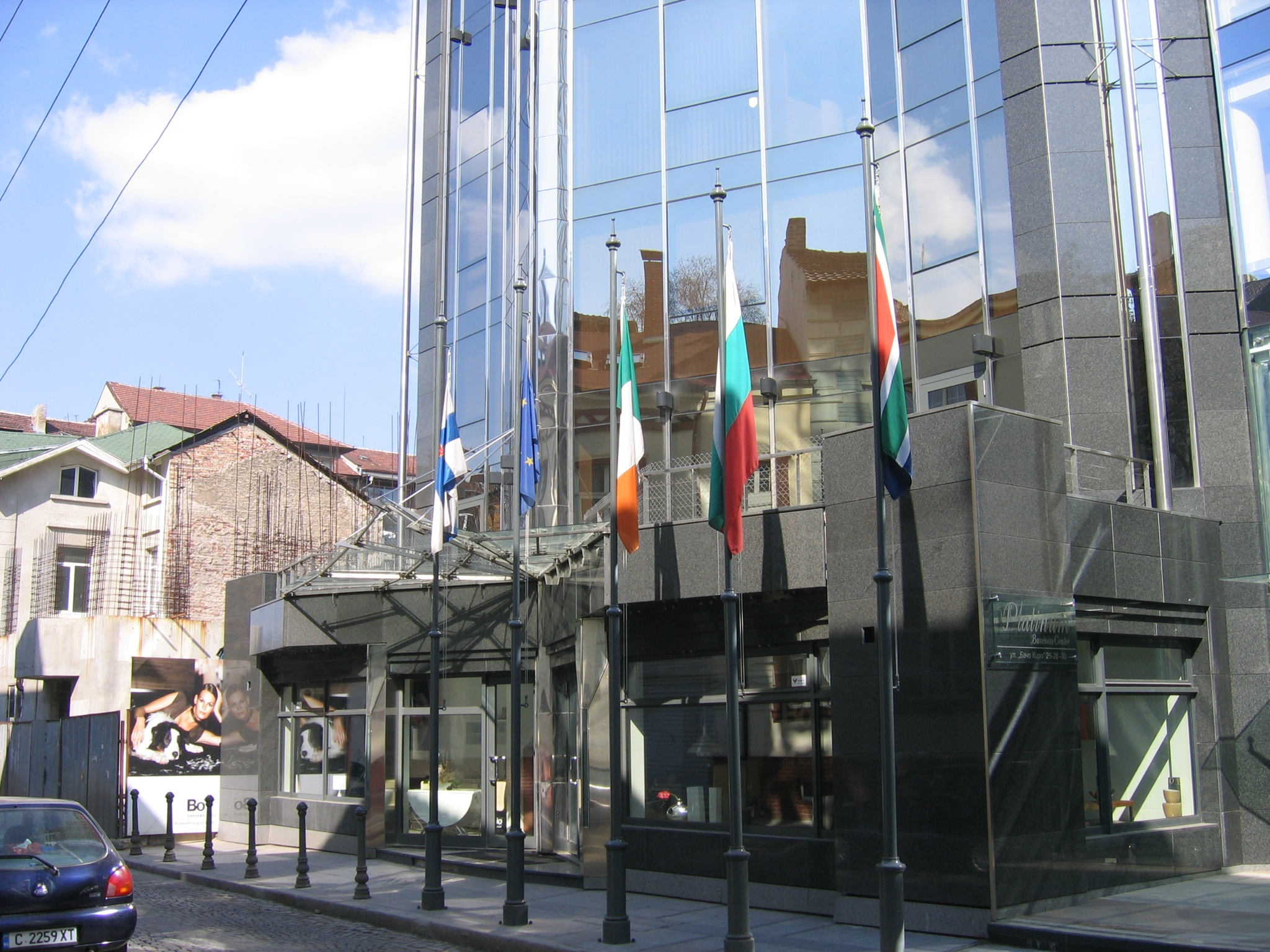
在ブルガリア共和国大使館(ソフィア)

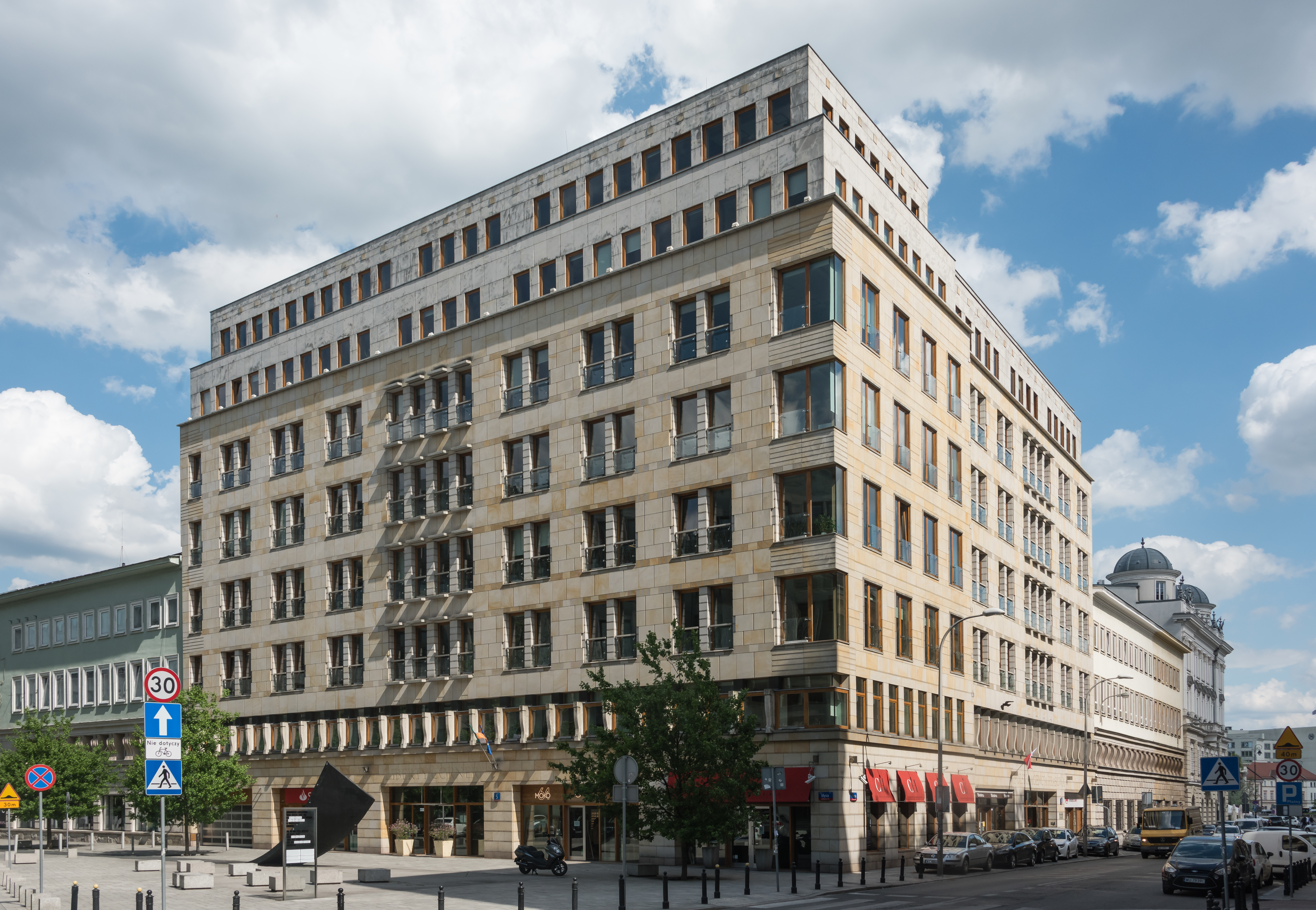
在ポーランド共和国大使館(ワルシャワ)

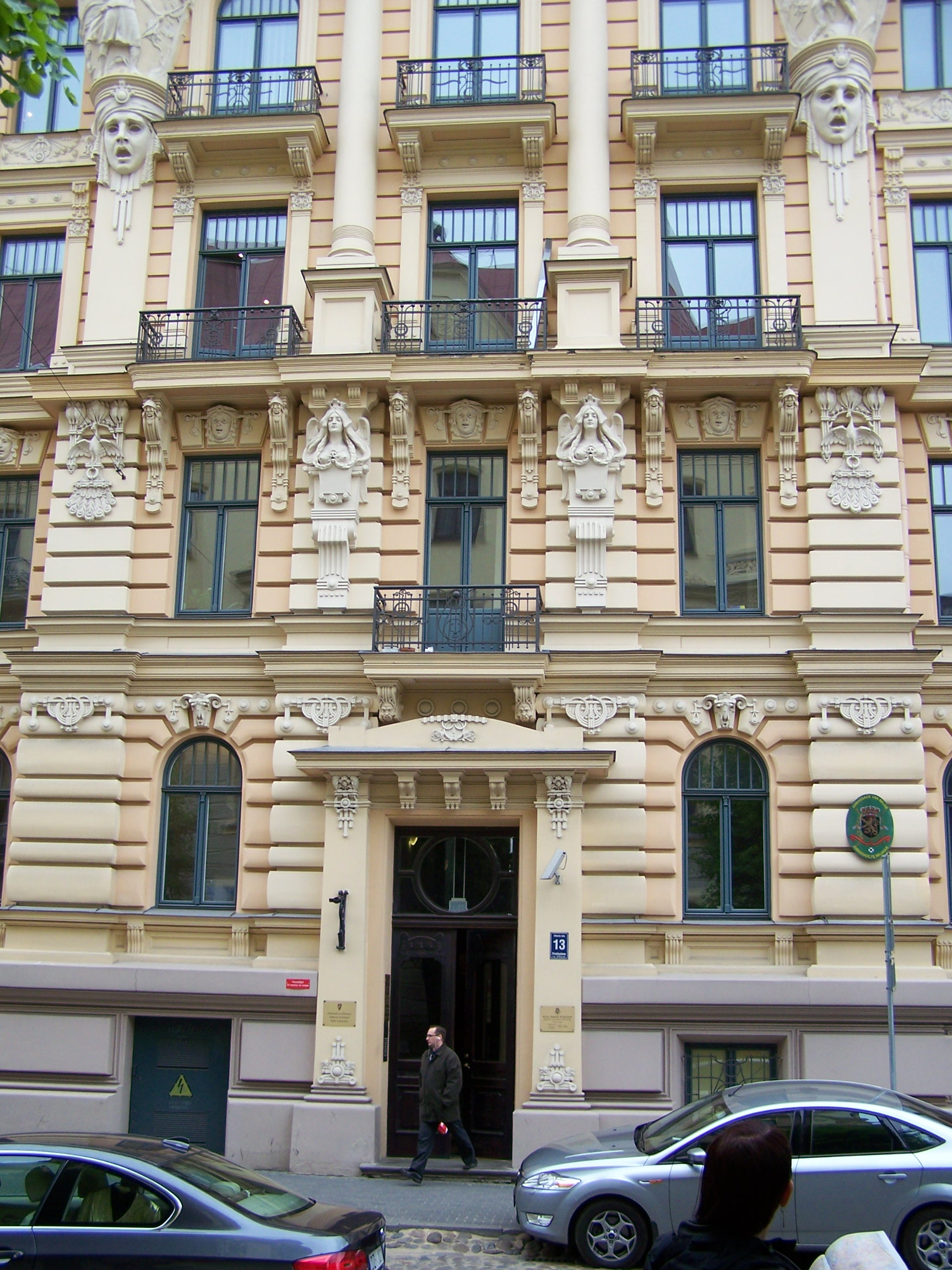
在ラトビア共和国大使館(リガ)

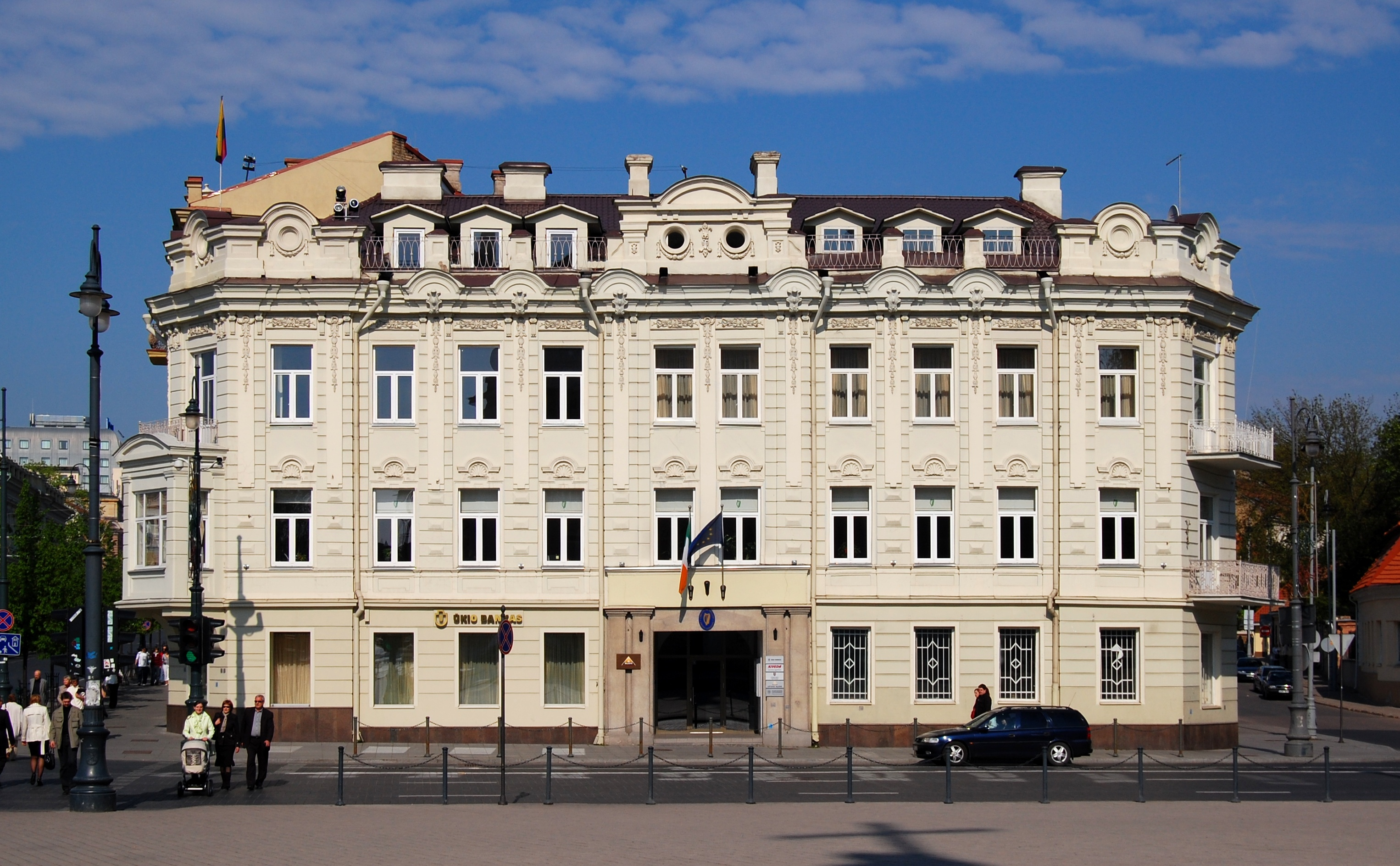
在リトアニア共和国大使館(ビリニュス)

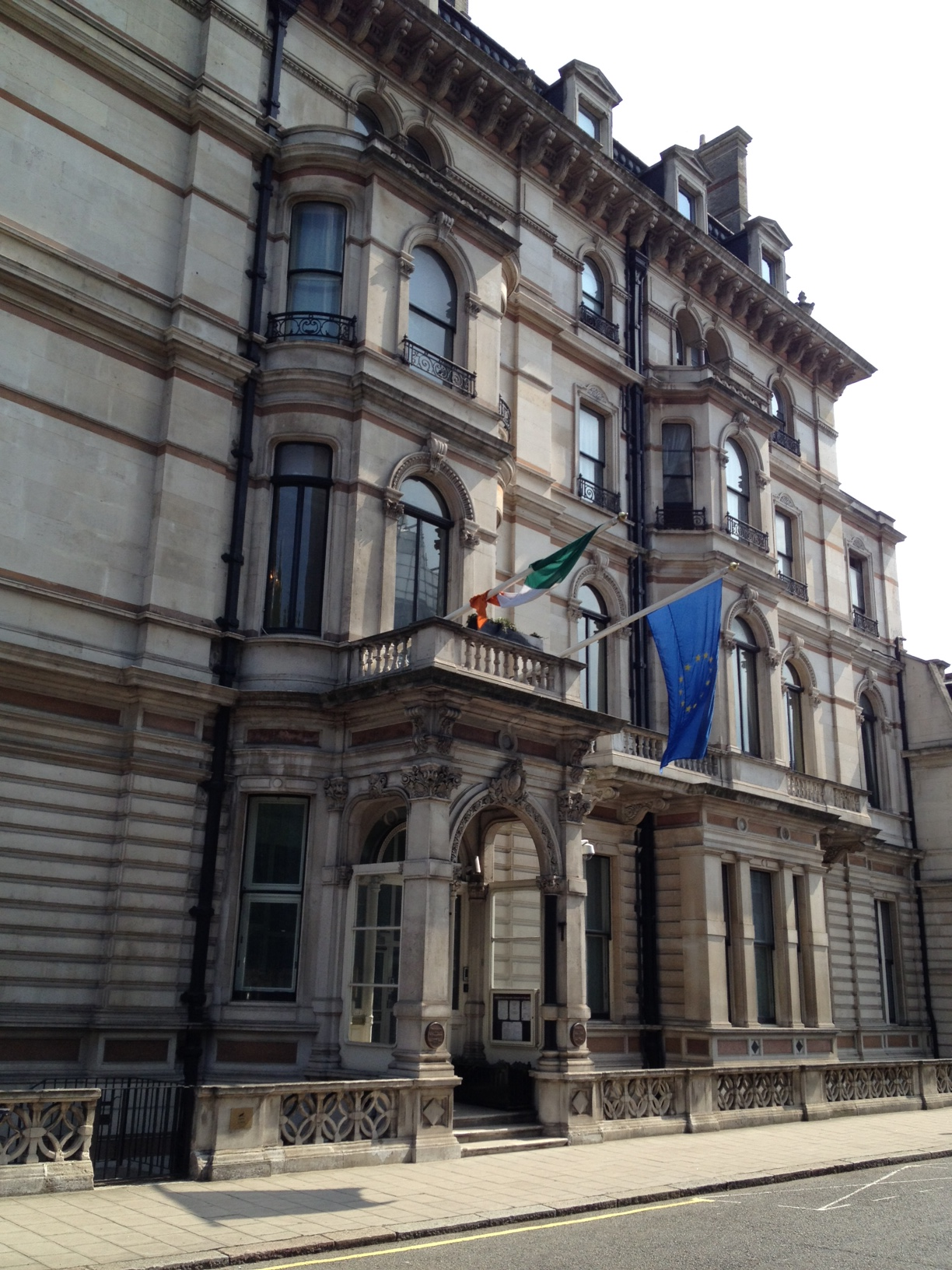
在連合王国大使館(ロンドン)

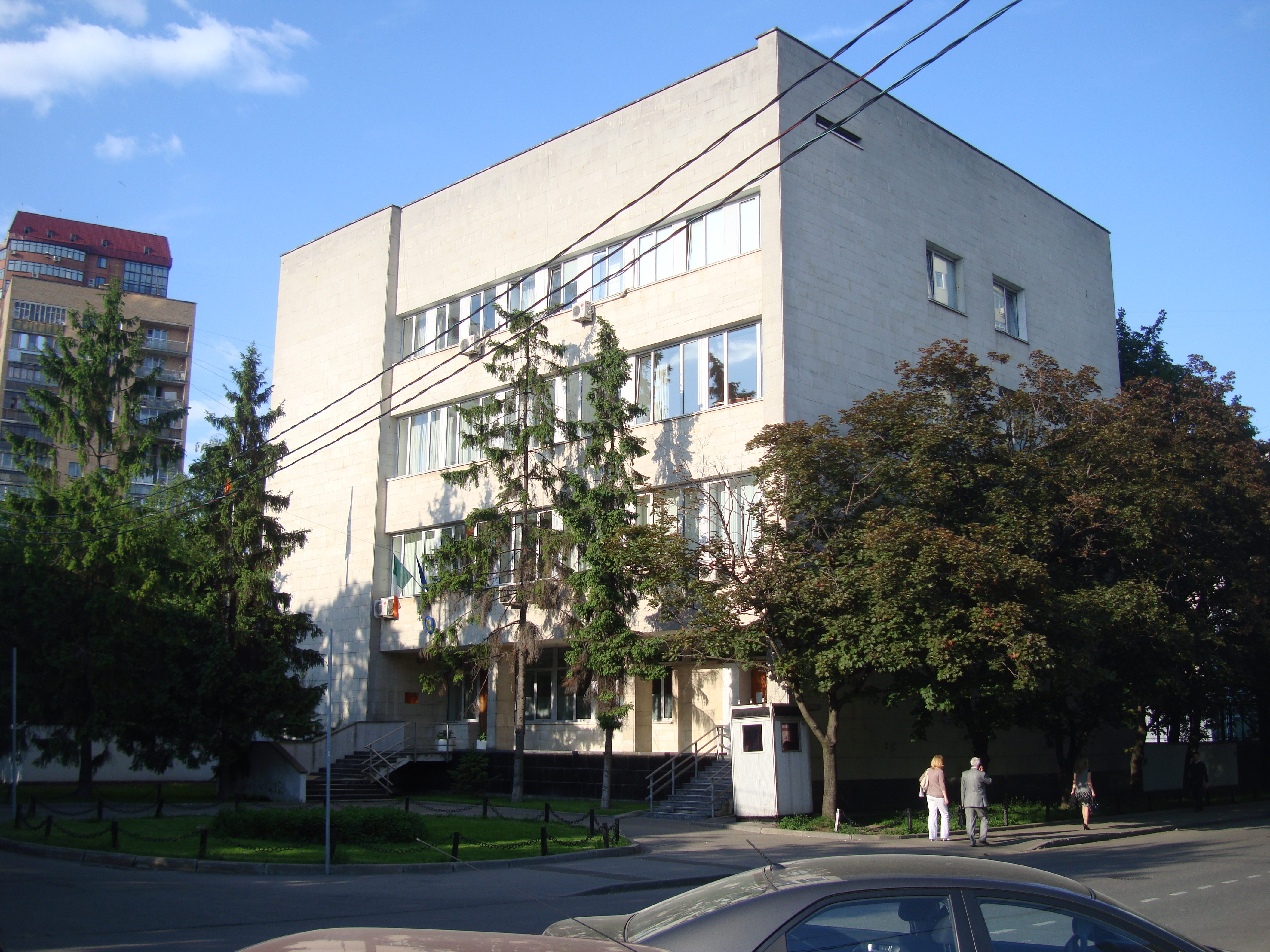
在ロシア連邦大使館(モスクワ)

- エジプト
  - カイロ (大使館)
- エチオピア
  - アジス・アベバ (大使館)
- ケニア
  - ナイロビ (大使館)
- リベリア
  - モンロビア (大使館)
- マラウイ
  - リロングウェ (大使館)
- モロッコ
  - ラバト (大使館)
- モザンビーク
  - マプト (大使館)
- ナイジェリア
  - アブジャ (大使館)
- セネガル
  - ダカール (大使館)
- シエラレオネ
  - フリータウン (大使館)
- 南アフリカ
  - プレトリア (大使館)
  - ケープタウン (総領事館)
- タンザニア
  - ダルエスサラーム (大使館)
- ウガンダ
  - カンパラ (大使館)
- ザンビア
  - ルサカ (大使館)

## アメリカ
- アルゼンチン
  - ブエノスアイレス (大使館)
- ブラジル
  - ブラジリア (大使館)
  - サンパウロ (総領事館)
- カナダ
  - オタワ (大使館)
  - トロント (総領事館)
  - バンクーバー (総領事館)
- チリ
  - サンティアゴ・デ・チレ (大使館)
- コロンビア
  - ボゴタ (大使館)
- メキシコ
  - メキシコシティ (大使館)
- アメリカ合衆国(USA)
  - ワシントンD.C (大使館)
  - アトランタ (総領事館)
  - オースティン (総領事館l)
  - ボストン (総領事館)
  - シカゴ (総領事館)
  - ロサンゼルス (総領事館)
  - マイアミ (総領事館)
  - ニューヨーク (総領事館)
  - サンフランシスコ (総領事館)

## アジア
- 中華人民共和国
  - 北京 (大使館)
  - 香港 (総領事館)
  - 上海 (総領事館)
- インド
  - ニューデリー (大使館)
- インドネシア
  - ジャカルタ (大使館)
- イスラエル
  - テルアビブ (大使館)
- 日本
  - 東京 (大使館)
- 大韓民国(朝鮮)
  - ソウル (大使館)
- マレーシア
  - クアラルンプール (大使館)
- パレスチナ
  - ラマッラー (駐在事務所)
- フィリピン
  - マニラ (大使館)
- サウジアラビア
  - リヤド (大使館)
- シンガポール
  - シンガポール (大使館)
- タイ
  - バンコク (大使館)
- トルコ
  - アンカラ (大使館)
- アラブ首長国連邦
  - アブダビ (大使館)
- ベトナム
  - ハノイ (大使館)

## ヨーロッパ
- オーストリア
  - ウィーン (大使館)
- ベルギー
  - ブリュセル (大使館)
- ブルガリア
  - ソフィア (大使館)
- クロアチア
  - ザグレブ (大使館)
- キプロス
  - ニコシア (大使館)
- チェコ
  - プラハ (大使館)
- デンマーク
  - コペンハーゲン (大使館)
- エストニア
  - タリン (大使館)
- フィンランド
  - ヘルシンキ (大使館)
- フランス
  - パリ (大使館)
  - リヨン (総領事館)
- ドイツ(ドイツ連邦共和国)
  - ベルリン (大使館)
  - フランクフルト (総領事館)
- ギリシャ
  - アテネ (大使館)
- バチカン
  - バチカン (大使館)
- ハンガリー
  - ブダペスト (大使館)
- イタリア
  - ローマ (大使館)
- ラトビア
  - リガ (大使館)
- リトアニア
  - ビリニュス (大使館)
- ルクセンブルク
  - ルクセンブルク (大使館)
- マルタ
  - バレッタ (大使館)
- オランダ
  - ハーグ (大使館)
- ノルウェー
  - オスロ (大使館)
- ポーランド
  - ワルシャワ (大使館)
- ポルトガル
  - リスボン (大使館)
- ルーマニア
  - ブカレスト (大使館)
- ロシア
  - モスクワ (大使館)
- スロバキア
  - ブラチスラバ (大使館)
- スロベニア
  - リュブリャナ (大使館)
- スペイン
  - マドリード (大使館)
- スウェーデン
  - ストックホルム (大使館)
- スイス
  - ベルン (大使館)
- イギリス(連合王国)
  - ロンドン (大使館)
  - エディンバラ (総領事館)
  - カーディフ (総領事館)
  - マンチェスター (総領事館)

## オセアニア
- オーストラリア
  - キャンベラ (大使館)
  - シドニー (総領事館)

## 国際機関代表部
- ブリュセル (欧州連合代表部)
- ジュネーブ (ジュネーブ国際機関代表部)
- ニューヨーク (国際連合代表部)
- パリ (経済協力開発機構代表部、国際連合教育科学文化機関代表部)
- ローマ (国際連合食糧農業機関代表部)
- ストラスブール (欧州評議会代表部)
- ウィーン (欧州安全保障協力機構代表部)